# Zavratec, Sevnica
Zavratec este o localitate din comuna Sevnica, Slovenia, cu o populație de 78 de locuitori.